# Halíl Azmí
Halíl Azmí (arabul: خليل عزمي); Casablanca, 1964. augusztus 23. –) marokkói válogatott labdarúgókapus.

## Pályafutása

### Klubcsapatban
1984 és 1992 között a Vidád Casablanca csapatában játszott. 1992 és 1994 között a Raja Casablanca játékosa volt. 1995-ben az Egyesült Államokba igazolt, ahol főleg kisebb csapatokban védett.  

### A válogatottban
1987 és 1994 között 26 alkalommal játszott a marokkói válogatottban. Részt vett az 1988-as és az 1992-es afrikai nemzetek kupáján, illetve az 1994-es világbajnokságon, ahol a válogatott csapatkapitánya volt. A Belgium és a Szaúd-Arábia elleni csoportmérkőzéseken kezdőként lépett pályára.

## Sikerei, díjai
Vidád AC
- Marokkói bajnok (3): 1986, 1990, 1991